# Kees Trimbos

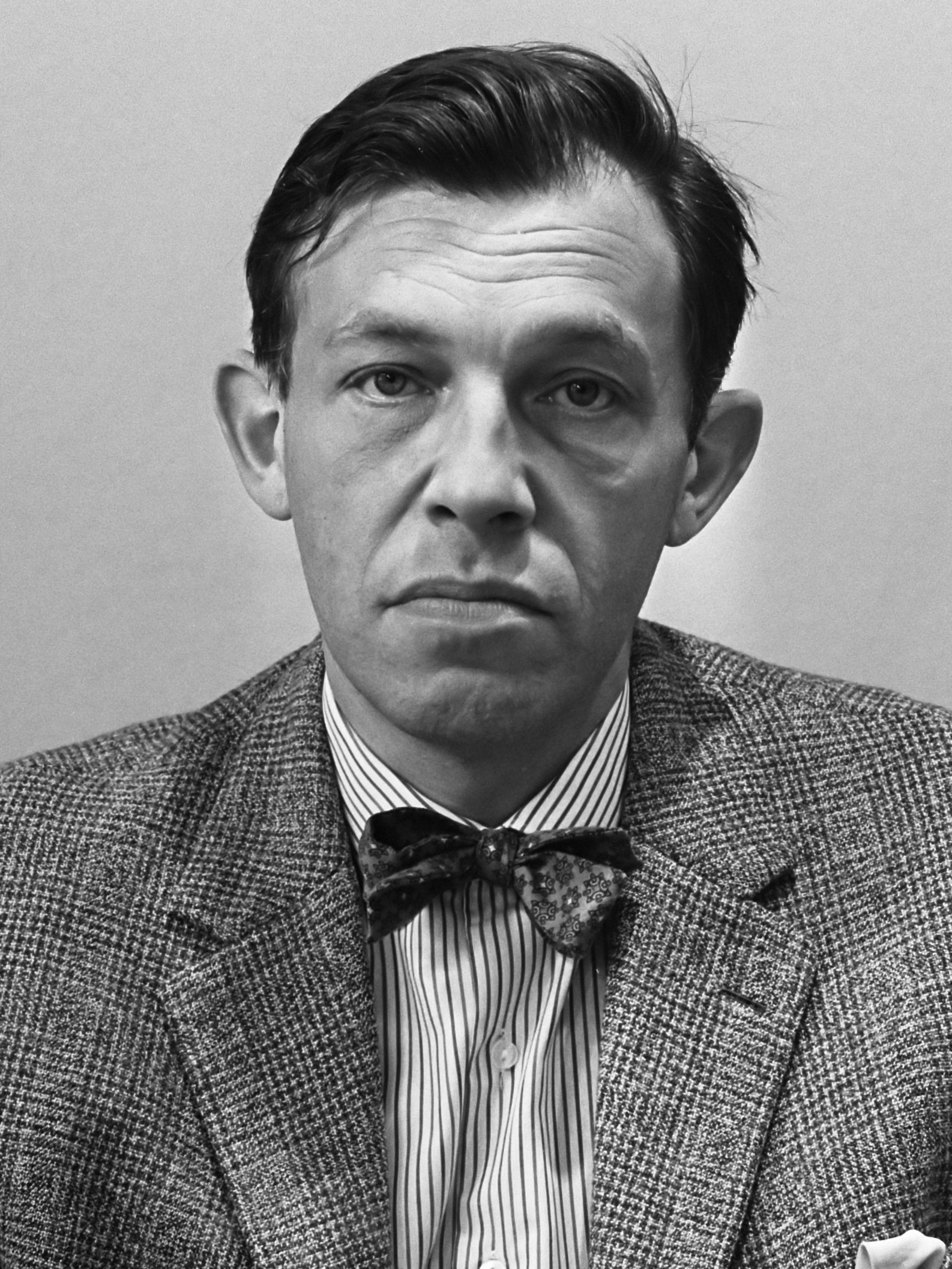
Kees Trimbos (1964)

Cornelis Johannes Baptist Joseph (Kees) Trimbos (Vught, 21 april 1920 - Rotterdam, 26 april 1988) was een Nederlandse psychiater en hoogleraar.
In 1959 promoveerde Trimbos aan de universiteit van Utrecht in de geneeskunde. Eigenlijk is hij letterlijk 'per ongeluk' in de psychiatrie beland, omdat hij als oorlogsinvalide het vak van huisarts niet kon uitoefenen.
Trimbos werd directeur van het Katholiek Nationaal Bureau voor Geestelijke Gezondheidszorg. Hij staat te boek als een van de belangrijke 'geestelijke bevrijders' van het Rooms-Katholieke volksdeel in Nederland na de Tweede Wereldoorlog.
Hij verwierf landelijke bekendheid in de jaren zestig met radiopraatjes voor de KRO over seksuele voorlichting en opvoeding en had een fors aandeel in de acceptatie van homoseksuelen in katholieke kringen. Trimbos gleed overigens zelf gaandeweg uit de Kerk weg.
Vanaf 1968 was hij twintig jaar lang hoogleraar in de preventieve en sociale psychiatrie aan de Erasmus Universiteit Rotterdam en ook twintig jaar als zenuwarts actief in de hulpverlening.
In de jaren zeventig behoorde hij tot de kritische 'antipsychiaters' die de intramurale psychiatrie in Nederland openbraken en pleitten voor een ambulante geestelijke gezondheidszorg.
Van 1977 tot 1988 was hij voorzitter van het Nationaal Centrum voor Geestelijke Volksgezondheid in Utrecht, een voorloper van het latere naar hem genoemde Trimbos-instituut.

## Persoonlijk
Hij trouwde op 27 augustus 1943 met Johanna Richarda Maria van Kesteren, een arts. Uit dit huwelijk werden drie zoons en een dochter geboren.

## Trivia
De auteur Gerard Kornelis van het Reve schreef: 

Gedicht voor dokter Trimbos :
'Goedkope wijn, masturbatie, bioscoop', schrijft Céline.
De wijn is op, en bioscopen zijn hier niet.
Het bestaan wordt wel eenzijdig.
(uit: Nader tot U)

## Publicaties
- Zorgenkinderen. Opstellen over kinderbescherming (1955)
- De geestelijke gezondheid. In: Franciscus Josephus Theodorus Rutten et al. (Ed.) (1955): Menselijke verhoudingen. Bussum: Paul Brand, p. 258–270.
- De geestelijke gezondheidszorg in Nederland (1959)(dissertatie)
- Samen één. Enige beschouwingen over psychische hygiëne en de huidige zorg voor het huwelijk (1960)
- Gehuwd en ongehuwd (1961)
- (met F.J.J. Buytendijk en M. Rooij) Massa-communicatie (1962)
- Misdaad zonder straf? Opstellen over criminaliteit en geestelijke gezondheidszorg (1962)
- Samen leven in huwelijk en gezin (1962)
- Man en vrouw. de relatie der sexen in een veranderde wereld (1964)
- (met H.F. Heijmans) De niet-gehuwde moeder en haar kind (1964)
- (met F.J.J. Buytendijk en Anna de Waal) Vorming tot vrouw (1967)
- Sociale evolutie en psychiatrie (1969)
- Morgen brengen. Studies over maatschappelijke veranderingen en psychosociaal welzijn (1972)
- Antipsychiatrie. Een overzicht (1975)